# Mezinárodní pohár ve fotbale 1936–1938
Mezinárodní pohár 1936–1938 byl 4. ročníkem středoevropské mezinárodní fotbalové soutěže a hrálo se od 22. března 1936 – 3. dubna 1938. Soutěže se zúčastnilo 5 národních týmů z Itálie, Československa, Rakouska, Maďarska a Švýcarska. Turnaj byl přerušen kvůli Anšlusu Rakouska nacistickým Německem.

## Výsledky
| 23. březen 1936 | Rakousko         | 1 – 1  | Československo | Praterstadion, Vídeň                      |  |  |
|                 | Bican 73' (pen.) | Report | 59' Zajíček    | Diváci: 53.000 Rozhodčí: Francesco Mattea |  |  |
|                 |                  |        |                |                                           |  |  |

| 27. září 1936 | Maďarsko                                | 5 – 3  | Rakousko                    | FTC Stadion, Budapešť                   |  |  |
|               | Toldi 15', 29', 63' Cseh 40' Titkos 72' | Report | 27', 64' Sindelar 2' Binder | Diváci: 25.000 Rozhodčí: Lucien Leclerq |  |  |
|               |                                         |        |                             |                                         |  |  |

| 18. říjen 1936 | Československo                      | 2 – 2  | Maďarsko            | Letenský stadion, Praha                   |  |  |
|                | Kloz 27', 30', 79', 82' Kopecký 87' | Report | 7' Titkos 33' Toldi | Diváci: 22.000 Rozhodčí: Walter Lewington |  |  |
|                |                                     |        |                     |                                           |  |  |

| 25. říjen 1936 | Itálie                                 | 4 – 2  | Švýcarsko              | Stadio San Siro, Milán                |  |  |
|                | Piola 37', 53' Meazza 25' Pasinati 60' | Report | 31' Bickel 76' Diebold | Diváci: 35.000 Rozhodčí: Peco Bauwens |  |  |
|                |                                        |        |                        |                                       |  |  |

| 8. listopad 1936 | Švýcarsko                     | 1 – 3  | Rakousko        | Hardturmstadion, Curych                   |  |  |
|                  | Binder 26', 80' Hahnemann 71' | Report | 90' (vl.) Sesta | Diváci: 22.000 Rozhodčí: Carl Weingärtner |  |  |
|                  |                               |        |                 |                                           |  |  |

| 21. únor 1937 | Československo                                 | 5 – 3  | Švýcarsko                         | Letenský stadion, Praha                 |  |  |
|               | Kopecký 15', 43' Svoboda 44' Horák 50' Puč 76' | Report | 55', 84' Bickel 18' (pen.) Wagner | Diváci: 20.000 Rozhodčí: Lucien Leclerq |  |  |
|               |                                                |        |                                   |                                         |  |  |

| 11. duben 1937 | Švýcarsko | 1 – 5  | Maďarsko                                      | Rankhof Sportplatz, Basilej            |  |  |
|                | Aeby 28'  | Report | 41', 61', 71' Zsengellér 26' Sárosi 77' Dudás | Diváci: 16.000 Rozhodčí: John Langenus |  |  |
|                |           |        |                                               |                                        |  |  |

| 25. duben 1937 | Itálie                  | 2 – 0  | Maďarsko | Stadio Municipale Benito Mussolini, Turín  |  |  |
|                | Colaussi 33' Frossi 81' | Report |          | Diváci: 28.000 Rozhodčí: William Bangerter |  |  |
|                |                         |        |          |                                            |  |  |

| 23. březen 1937 | Československo | 0 – 1  | Itálie    | Letenský stadion, Praha               |  |  |
|                 |                | Report | 24' Piola | Diváci: 30.000 Rozhodčí: Peco Bauwens |  |  |
|                 |                |        |           |                                       |  |  |

| 19. září 1937 | Maďarsko                                      | 8 – 3  | Československo                | FTC Stadion, Budapešť                 |  |  |
|               | Sárosi 34', 51', 60', 62', 77' Zsengellér 15' | Report | 15' Říha 26' Rulc 65' Nejedlý | Diváci: 27.000 Rozhodčí: Peco Bauwens |  |  |
|               |                                               |        |                               |                                       |  |  |

| 19. září 1937 | Rakousko                                 | 4 – 3  | Švýcarsko                       | Praterstadion, Vídeň                  |  |  |
|               | Jerusalem 8', 28' Sindelar 2' Geiter 39' | Report | 36' Walaschek 41' Aebi 77' Aeby | Diváci: 33.000 Rozhodčí: Mića Popović |  |  |
|               |                                          |        |                                 |                                       |  |  |

| 10. říjen 1937 | Rakousko  | 1 – 2  | Maďarsko           | Praterstadion, Vídeň                    |  |  |
|                | Stroh 76' | Report | 21' Sárosi 6' Cseh | Diváci: 44.000 Rozhodčí: Charlie Argent |  |  |
|                |           |        |                    |                                         |  |  |

| 24. říjen 1937 | Československo    | 2 – 1  | Rakousko   | Letenský stadion, Praha                  |  |  |
|                | Říha 75' Kloz 76' | Report | 18' Neumer | Diváci: 35.000 Rozhodčí: Pál von Hertzka |  |  |
|                |                   |        |            |                                          |  |  |

| 31. říjen 1937 | Švýcarsko                       | 2 – 2  | Itálie        | Stade des Charmilles, Ženeva              |  |  |
|                | Walaschek 17' (pen.) Wagner 23' | Report | 5', 85' Piola | Diváci: 25.300 Rozhodčí: Walter Lewington |  |  |
|                |                                 |        |               |                                           |  |  |

| 14. listopad 1937 | Maďarsko            | 2 – 0  | Švýcarsko | FTC Stadion, Budapešť                 |  |  |
|                   | Sárosi 3' Toldi 74' | Report |           | Diváci: 12.000 Rozhodčí: Mića Popović |  |  |
|                   |                     |        |           |                                       |  |  |

| 3. duben 1938 | Švýcarsko                                 | 4 – 0  | Československo | Rankhof Sportplatz, Basilej       |  |  |
|               | Monnard 28' Grassi 30' Aeby 39' Amadò 80' | Report |                | Diváci: 15.000 Rozhodčí: Reg Rudd |  |  |
|               |                                           |        |                |                                   |  |  |

### Zbývalo odehrát
Itálie – 
 Československo 

 Maďarsko – 
 Itálie 

 Itálie – 
 Rakousko 

 Rakousko – 
 Itálie

## Tabulka
| Poř. | Tým            | Z | V | R | P | VG | OG | B  |
| ---- | -------------- | - | - | - | - | -- | -- | -- |
| 1.   | Maďarsko       | 7 | 5 | 0 | 2 | 24 | 15 | 10 |
| 2.   | Itálie         | 4 | 3 | 1 | 0 | 9  | 4  | 7  |
| 3.   | Československo | 7 | 3 | 1 | 3 | 16 | 20 | 7  |
| 4.   | Rakousko       | 6 | 2 | 1 | 3 | 13 | 14 | 5  |
| 5.   | Švýcarsko      | 8 | 1 | 1 | 6 | 16 | 25 | 3  |

## Střelecká listina
| P. | Nár      | Hráč             | Tým            | Branky |
| -- | -------- | ---------------- | -------------- | ------ |
| 1. | Maďarsko | György Sárosi    | Maďarsko       | 10     |
| 2. | Česko    | František Kloz   | Československo | 5      |
| 2. | Itálie   | Silvio Piola     | Itálie         | 5      |
| 2. | Maďarsko | Géza Toldi       | Maďarsko       | 5      |
| 5. | Maďarsko | Gyula Zsengellér | Maďarsko       | 4      |